# 청덕초등학교 (경남)
청덕초등학교는 대한민국 경상남도 합천군 청덕면 두곡리에 있는 공립 초등학교이다.

## 학교 연혁
- 1922년 4월 29일 청덕공립보통학교 개교
- 1938년 4월 1일 청덕제1공립심상소학교로 개칭
- 1941년 4월 1일 청덕제1공립국민학교로 개칭
- 1990년 3월 1일 덕진분교 흡수
- 1996년 3월 1일 청덕초등학교 개칭
- 1999년 3월 1일 소례분교장 흡수
- 1999년 9월 1일 낙진분교장 흡수

## 참고 자료
- 청덕초등학교 - 한국교육학술정보원 학교알리미